# Großaltdorf (Vellberg)
Großaltdorf – im regionalen Dialekt Ââldorf [ˈɔːldˌoʀf] genannt – ist ein Ortsteil der Stadt Vellberg im Landkreis Schwäbisch Hall in Baden-Württemberg und war vor 1972 eine selbständige Gemeinde.

## Geographie
Das Gebiet der früheren Gemeinde liegt in der weiteren, offenen Mulde des mittleren und oberen Aalenbachs und erstreckt sich östlich und südöstlich noch bis auf die ersten Höhen des bewaldeten Nordausläufers der Ellwanger Berge diesseits des Speltachtals. Großaltdorf selbst liegt rechts am Hang über dem mittleren Aalenbachtal, dort gefolgt vom Nachbarweiler Kleinaltdorf, mit dem es heute zusammengewachsen ist. Der Weiler Lorenzenzimmern liegt etwa zwei Kilometer ostnordöstlich im oberen Tal.

## Geschichte
Die Gegend von Großaltdorf wurde um das Jahr 500 im Zuge der Verdrängung der Alamannen nach Süden fränkisch. Hier lag wohl eine der ältesten Siedlungen um Schwäbisch Hall, wofür ein 1938 gemachter fränkischer Reitergrabfund steht. Vermutet wird eine fränkische Besiedlung, ausgehend von der Vellberger Stöckenburg, schon für das 7. Jahrhundert. Die erste urkundliche Erwähnung als „Alahdorp“ datiert aus dem Jahre 848. 974 wurde in Altdorf eine Bartholomäus-Kapelle von einem Grafen Hugo gestiftet. Ende des 11. Jahrhunderts wird ein Ortsadel urkundlich fassbar.
Großaltdorf lag innerhalb der im Spätmittelalter angelegten Haller Landheeg. 1538 wurde der Ort reformiert. 1563 ereignete sich ein Großbrand. Von 1595 an war Großaltdorf zur Gänze hällisch und unterstand dem Amt Bühler im Landterritorium der Reichsstadt Hall.
Der Dreißigjährige Krieg reduzierte die Bevölkerungszahl um ein Viertel.
1803 kam der Ort mit Hall an Württemberg. Bei der Umsetzung der neuen Verwaltungsgliederung im Königreich Württemberg blieb Großaltdorf dem Oberamt Hall zugeordnet. 1867 bekam der Ort mit eigenem Bahnhof an der Bahnstrecke Crailsheim–Heilbronn Anschluss an das Netz der Württembergischen Eisenbahn, so dass von 1870 bis 1909 Märkte abgehalten wurden.
1930/31 wurde im Dorf die Wasserleitung verlegt. Bei der Kreisreform während der NS-Zeit in Württemberg gelangte Großaltdorf 1938 zum Landkreis Schwäbisch Hall.
Am 20. April 1945 zerstörte amerikanischer Artilleriebeschuss im Zuge der Schlacht um Crailsheim den Dorfkern weitgehend. 1945 fiel Großaltdorf in die Amerikanische Besatzungszone und gehörte somit zum neu gegründeten Land Württemberg-Baden, das 1952 im jetzigen Bundesland Baden-Württemberg aufging. Nach dem Zweiten Weltkrieg verdoppelte sich die Dorfbevölkerung beinahe durch den Zuzug von Heimatvertriebenen auf fast 900. Das Dorf expandierte durch die Ausweisung von Neubaugebieten in die Fläche.
Am 1. Januar 1972 kam die frühere Gemeinde Großaltdorf im Zuge der baden-württembergischen Gemeindereform der 1970er Jahre zu Vellberg.

## Sport
Der Sportverein SV Großaltdorf wurde 1963 gegründet und hat heute rund 720 Mitglieder.
Der Motorsportclub "MSC Großaltdorf" veranstaltet einmal im Jahr ein Autocrossrennen.

## Politik
Ortschaftsrat
Der Ortschaftsrat Großaltdorf besteht aus 7 Mitgliedern. Der Ortsvorsteher ist Clemens Holl.

## Persönlichkeiten
- August Halm (1869–1929), Komponist und Musikpädagoge